# Jean Le Marchant
Jean Le Marchant est un chanoine français, actif dans la seconde moitié du XIIIe siècle, auteur d'un poème en français, Miracles de Notre-Dame de Chartres.

## Éléments biographiques et œuvre
Les  seuls éléments biographiques connus concernant Jean Le Marchant proviennent de l'épilogue en vers de son poème, où il se désigne sous le nom de « Mestre Johan Le Marcheant » et indique qu'il a obtenu un bénéfice de chanoine (« la provende de Peronne »), ainsi que d'une charte de 1259 le désignant comme chanoine à la collégiale Saint-Fursy à Péronne grâce à l'évêque de Chartres Mathieu des Champs ; il a composé son ouvrage à la demande de Mathieu des Champs et l'a écrit entre 1252 et 1262.
Les Miracles de Notre-Dame de Chartres est un poème écrit en vers octosyllabiques à rimes plates, dans la langue de l'ouest de la France ; un court paragraphe en prose les termine. C'est la compilation de 32 miracles de la Vierge, tous liés à la cathédrale de Chartres ou dus à l'intercession de la Vierge de Chartres ; 27 d'entre eux sont traduits d'un recueil latin anonyme en prose du début du XIIIe siècle : Miracula Beate Marie Virginis in Carnotensi ecclesia facta ; cinq sont empruntés aux Miracles de Nostre Dame de Gautier de Coinci et adaptés au contexte chartrain,. 
Le texte est copié dans un seul manuscrit, conservé à la bibliothèque municipale de Chartres (Ms. 1027) ; mais il n'en subsiste qu'une dizaine de fragments (plus de 2 000 manuscrits de cette bibliothèque ayant été détruits ou endommagés à la suite du bombardement du 6 mai 1944). De ce fait, c'est à partir de l'édition réalisée en 1855 par Pierre Alexandre Gratet-Duplessis, ainsi que de l'article de Carl Dunker en 1887, où il donne une collation du manuscrit, que le texte complet peut être établi.